# Запис Трифуновића храст (Златово)
Запис Трифуновића храст (Златово) се налази на парцели чији је власник Трифуновић Милан.

## Локација
| Општина             | Деспотовац                                                                  |
| Катастарска општина | Златово                                                                     |
| Потес               | Ђип                                                                         |
| Координате          | 44° 12′ 15″ С; 21° 25′ 51″ И / 44.204300000000003° С; 21.430700000000002° И |
| Надморска висина    | 380m                                                                        |

## Карактеристике
Дендрометријске вредности утврђене на терену и сателитским снимцима:
| Стабло                     | Храст |
| Висина стабла              | m     |
| Обим дебла                 | m     |
| Пречник крошње             | 16m   |
| Пречник дебла              | m     |
| Висина дебла до прве гране | m     |

## База записа
Запис је у оквиру Викимедија пројекта "Запис - Свето дрво" заведен под редним бројем 0424.